# دائرة تاورة
دائرة تاورة دائرة في ولاية سوق أهراس. مركزها بلدية تاورة.